# Nykøbing Strandhuse
Nykøbing Strandhuse er en kyst- og sommerhusby på Falster med 304 indbyggere  (2024). Nykøbing Strandhuse er beliggende tre kilometer syd for Marielyst, otte kilometer syd for Væggerløse og 16 kilometer syd for Nykøbing Falster. Byen tilhører Guldborgsund Kommune og ligger i Region Sjælland.